# المعهد الوطني الفلسطيني للصحة العامة

## الخلفية والتأسيس
نشأت فكرة تأسيس المعهد الوطني الفلسطيني للصحة العامة عام 2012 كمشروع مشترك بين منظمة الصحة العالمية (WHO) والحكومة النرويجية لدعم النظام الصحي الفلسطيني بالأدلة العلمية. وفي 21 أكتوبر 2016 صَدَر «قرار بقانون رقم (23) لسنة 2016» الذي منح المعهد شخصيةً اعتبارية واستقلالاً مالياً وإدارياً.

## الأهداف والمهام
يسعى المعهد إلى «معلوماتٍ من أجل الإجراء» عبر:
- إنتاج دليل علمي لدعم صُنّاع السياسات الصحية.
- بناء وتحديث سجلات وطنية: وفيات الأمهات والأطفال، السرطان، أسباب الوفاة، حوادث المرور، تصوير الثدي.
- إنشاء مرصد للموارد البشرية الصحية، وتطوير أنظمة **DHIS2** للرعاية الأولية.
- رصد عوامل الاختطار للأمراض غير السارية (مسح STEPS 2022).
- تعزيز قدرات الوزارة في تطبيق اللوائح الصحية العالمية والاستجابة للطوارئ.

## الهيكل التنظيمي
يخضع المعهد لإشراف مجلس أمناء يترأسه وزير الصحة، ويضم ممثلين عن الجامعات والشركاء الدوليين. ويتولى **المدير العام** الإشراف التنفيذي على ثلاثة برامج رئيسة:
- إدارة المعلومات الصحية والبحوث.
- مراقبة الأمراض وعوامل الاختطار.
- الدعوة وبناء القدرات.

## الشراكات والمشروعات
- **التعاون النرويجي**: دعم فني ومالي منذ توقيع مذكرة التفاهم (2011) مع معهد الصحة العامة النرويجي.[4]
- **منظمة الصحة العالمية**: يتولّى مكتب المنظمة في الأرض المحتلة الإشراف التقني على أنشطة المعهد وتمويل بعض المشروعات.[5]
- **جامعات محلية**: عقد اتفاقيات تدريب وبحوث مع جامعتي بيرزيت والقدس، وتنظيم ندوات حول البيانات الصحية المفتوحة.[6]

## القيادات
| الفترة    | المدير العام                |
| --------- | --------------------------- |
| 2012–2019 | د. عزت ريان (قائم بالأعمال) |
| 2020–الآن | د. رند سلمان                |

## إنجازات مختارة
- إطلاق السجل الإلكتروني لأسباب الوفاة (2021) بالتعاون مع منظمة الصحة العالمية.
- إنجاز مسح **STEPS 2022** لعوامل الاختطار في الضفة الغربية وقطاع غزة.
- تطوير منصة إلكترونية لمراقبة وفيات حديثي الولادة (Neonatal Mortality Surveillance).
- إصدار «التقرير الوطني لصحة السكان 2023».

## وصلات خارجية
- الموقع الرسمي للمعهد